# Colégio dos Jesuítas (Salvador)
O Colégio dos Jesuítas da Bahia foi uma instituição educacional do Brasil Colonial que funcionou em Salvador (Bahia) entre 1553 e 1759, anexa ao que é hoje a Catedral-Basílica Primacial de São Salvador (antiga Igreja dos Jesuítas), no Terreiro de Jesus.
Foi fundado pelo jesuíta Manuel da Nóbrega. Nele estudaram Antônio Vieira, Frei Vicente do Salvador, Gregório de Matos, Alexandre Rodrigues Ferreira e outros. No fim do século XVII, tinha uma biblioteca com cerca de três mil livros, foi o mais antigo Colégio dos Jesuítas nas Américas e uma das primeiras instituições de ensino do Brasil.
Pode-se afirmar que o curso de Teologia e Ciências Sagradas, ministrado para a formação de sacerdotes, foi o primeiro curso de nível superior do Brasil.
Em 1759, os jesuítas foram expulsos do Império Português. Em 1799, as instalações do Colégio foram utilizadas para servir como o Hospital Real Militar da Bahia. No Hospital, em 1808, D. João VI junto com Correia Picanço, fundaram o que é hoje a Faculdade de Medicina da Bahia, uma das primeiras instituições de ensino superior do Brasil, onde estudaram grandes figuras como Nina Rodrigues e Juliano Moreira. Atualmente no local funciona o Memorial da Medicina Brasileira, o mais importante documentário do ensino médico do Brasil. 

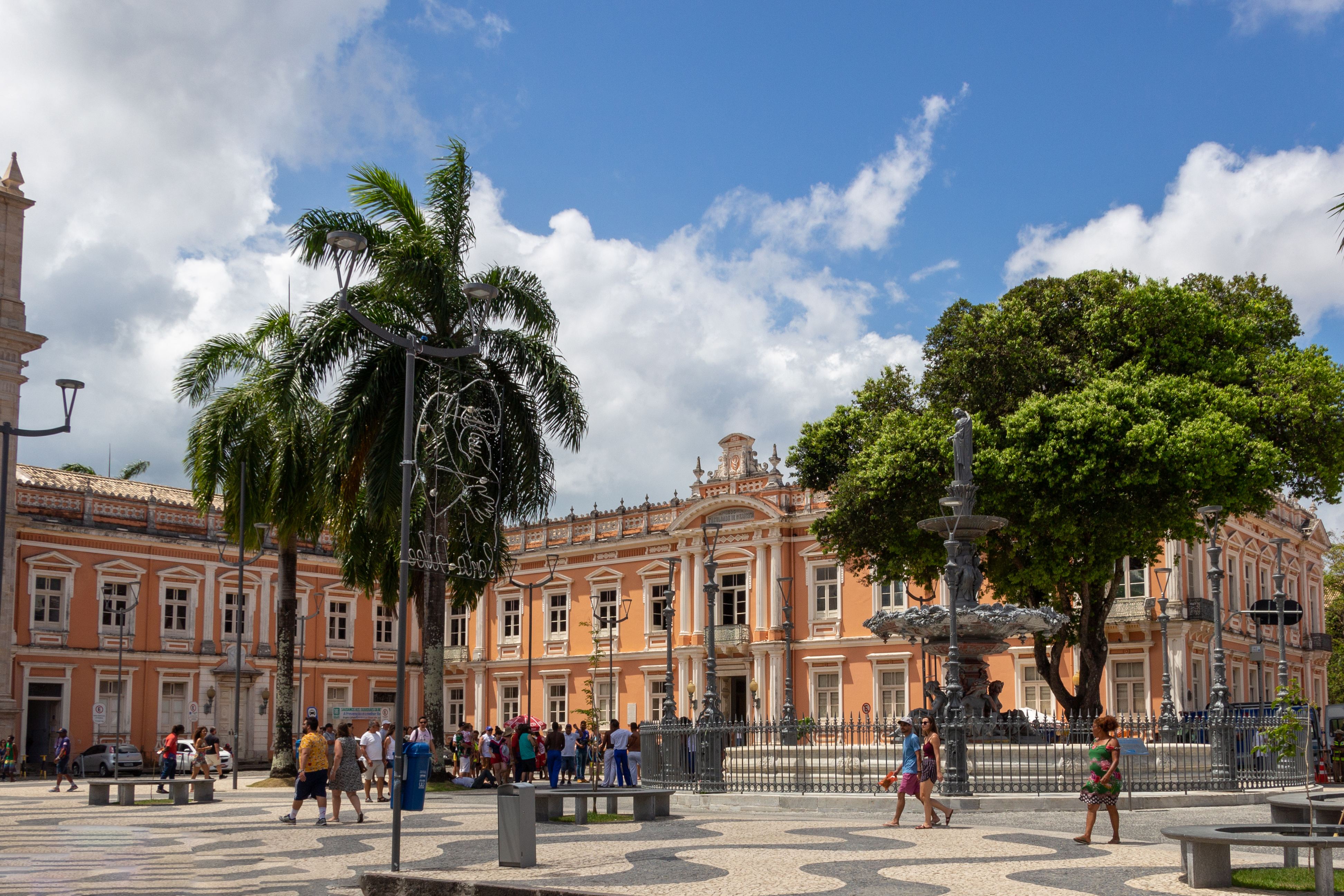
Sede da Faculdade de Medicina da Bahia, no Terreiro de Jesus.